# Avro 500
Авро 500 (Авро Тип Е) — лёгкий многоцелевой биплан компании Avro Aircraft. Самолёт взлетел 3 марта 1912 года.

## История
Разработки над самолётом начались в 1911 году. Это был первый британский заказ на двухместный учебный самолёт.
Заказ предусматривал, что это должен был быть двухместный самолёт способный поднять до 160 кг груза на высоту 1350 м за один час со скоростью 88 км/ч. Фирмам, участвующим в конкурсе, предлагалось спроектировать, построить и провести испытание самолёта за 9 месяцев.
Фирма A.V.Roe & Company наряду с другими фирмами включилась в борьбу за этот военный заказ. В результате был построен самолёт, конструкция которого во многом была заимствовалась с самолёта Dulgan, построенного годом ранее. Фюзеляж, для возможности размещения двух членов экипажа, стал прямоугольным и шире.
Самолёт был построен в 1912 и взлетел 3 марта того же года, на самолёте был установлен двигатель водяного охлаждения E.N.V. мощностью 60 л. с. Прототип первоначально назывался «Military Biplane One». Первые полеты показали, что хотя самолёт и превосходил конкурентов, но максимальная скорость и скороподъемность не удовлетворяли главного конструктора Эллиота Вердон Ро. К сожалению этот прототип потерпел крушение во время тренировочного полета, в результате которого погиб пилот.
Был построен второй экземпляр аэроплана с более легким радиальным двигателем Гном Omega воздушного охлаждения мощностью 50 л. с. Его первый полет состоялся 8 мая 1912 года. Новый двигатель, хотя и был менее мощным, но был легче и это сразу сказалось на улучшении летных характеристик самолёта. Самолёт получил обозначение Type E.
Во время первого полета с новым двигателем высота 610 м была достигнута за пять минут. На следующий день аэроплан вылетел с автодрома в Брукленде на равнину Лаффана, преодолев 28 км за 20 минут. Военное министерство сразу приобрело этот самолёт и заказало ещё две машины с двойным управлением.
Конструктор Эллиот Вердон Ро считал, что этот второй экземпляр был первым по настоящему успешным самолётом из его фирмы и присвоил этой конструкции название Avro 500. С этого времени в Avro началась последовательная нумерация серий самолётов, которая продолжается и в наше время.
В 1913 году началось серийное производство самолёта под обозначением Авро 500. Самолёты изготовливались за заводе Авро в Манчестере и на аэродроме Шорхэм в Сассекс. Авро 500 зарекомендовал себя как лучший учебный самолёт, поступили ещё несколько заказов, после выполнения которых фирма A.V Roe & Соmpany обрела финансовую устойчивость. Всего было построено 12 самолётов. Было ещё изготовлено пять одноместных вариантов самолёта, получивших обозначение Avro 502.
В сентябре 1912 года один из Авро 500 был передан Португалии и получил имя «Republica».
Несколько самолётов дожили до Первой мировой войны.

## Лётные данные
| Длина, м                    | 8,83       |
| Высота самолёта, м          | 2,97       |
| Площадь крыла, м²           | 30,66      |
| Масса пустого самолёта, кг  | 408        |
| Максимальная взлётная, кг   | 590        |
| Тип двигателя               | 1 ПД Gnome |
| Мощность, л. с.             | 50         |
| Максимальная скорость, км/ч | 98         |
| Крейсерская скорость, км/ч  | 74         |
| Скороподъёмность, м/мин     | 134        |
| Экипаж, чел                 | 2          |